# Ne dites jamais adieu (film, 1956)
Pour les articles homonymes, voir Ne dites jamais adieu et Never Say Goodbye.
Pour plus de détails, voir Fiche technique et Distribution.
Ne dites jamais adieu (Never Say Goodbye) est un film américain réalisé par Jerry Hopper, sorti en 1956.

## Synopsis
Pendant la Seconde Guerre Mondiale, un brillant chirurgien est séparé de sa femme après une dispute, et emmène sa fille. La croyant morte, ils seront en fait séparés par le rideau de fer pendant de longues années. Il la retrouve et entreprend de renouer avec elle une vie commune bien difficile.

## Fiche technique
- Titre : Ne dites jamais adieu
- Titre original : Never Say Goodbye
- Réalisation : Jerry Hopper (Certaines scènes avec George Sanders ont été tournées par Douglas Sirk qui, d'abord chargé de la réalisation avant d'être remplacé par Jerry Hopper, avait embauché l'actrice Cornell Borchers.)
- Scénario : Charles Hoffman, d'après la pièce Comme avant, mieux qu'avant de Luigi Pirandello et le scénario de Notre cher amour (This Love of Ours) par Bruce Manning, John D. Klorer et Leonard Lee
- Production : Albert J. Cohen
- Société de production : Universal Pictures
- Musique : Frank Skinner
- Photographie : Maury Gertsman
- Direction artistique : Alexander Golitzen et Robert F. Boyle
- Décors de plateau : Julia Heron et Russell A. Gausman
- Costumes : Bill Thomas
- Montage : Paul Weatherwax
- Pays de production : États-Unis
- Format : Couleurs - 1,33:1 - Mono - 35 mm
- Genre : Drame, romance
- Durée : 96 minutes
- Date de sortie : 
  - États-Unis : 10 mars 1956

## Distribution
- Rock Hudson (VF : André Falcon) : Dr Michael Parker
- Cornell Borchers (VF : Thérèse Rigaut) : Lisa Gosting
- George Sanders (VF : Stéphane Audel) : Victor
- Shelley Fabares (VF : Françoise Dorléac) : Suzy Parker
- Ray Collins (VF : Marcel Rainé) : Dr Bailey
- David Janssen (VF : Jacques Thébault) : Dave Heller
- Helen Wallace : Mlle Tucker
- John Wengraf : Professeur Zimmelman
- Raymond Greenleaf : Dr Kelly Andrews
- Casey Adams : Andy Leonard
- John Banner (VF : Serge Nadaud) : Oskar, le boulanger
- Jerry Paris : Joe
- Elsie Neft : Mme Hempel
- Terry Ann Rossworn : Suzy, à l'âge de deux ans
- Robert F. Simon : Dr Kenneth Evans
- Edward Earle (VF : René Blancard) : Colonel Washburn
- John Mylong (VF : Gérard Férat) : M. Gosting
- James Flavin (VF : Jean Violette) : Timmy
- Howard Wendell : Harry
- Clint Eastwood : Will (non crédité)

## Autour du film
- À noter, une apparition (non créditée) de Clint Eastwood dans le rôle de Will.